# Оита (префектура)
О́ита (яп. 大分県 О:ита-кэн) — префектура, расположенная в регионе Кюсю на острове Кюсю, Япония. Площадь префектуры составляет 6339,74 км², население — 1 171 673 человека (1 августа 2014), плотность населения — 184,81 чел./км². Административный центр префектуры — город Оита.

## Административно-территориальное деление
В префектуре Оита расположено 14 городов и 3 уезда (3 посёлка и одно село).

### Города
Список городов префектуры:
| - Беппу; - Бунгооно; - Бунготакада; - Кицуки; - Кунисаки; - Накацу; - Оита; | - Саики; - Такета; - Уса; - Усуки; - Хита; - Цукуми; - Юфу. |

### Уезды
Посёлки и сёла по уездам:
- Хигасикунисаки;
  - Химесима;
- Хаями;
  - Хидзи;
- Кусу;
  - Коконоэ;
  - Кусу.

## Символика
Эмблема префектуры была объявлена 5 октября 1911 года, а флаг — 26 июля 1956 года. Красный цвет эмблемы на флаге символизирует искренность жителей префектуры, а белый фон — мир и равенство. Деревом избрали японскую сливу, а её цветы — цветком префектуры. Птицей была избрана японская белоглазка.